# Magda Bošković
Magda Bošković (Osijek, 3 de noviembre de 1914-1942) fue una comunista croata, partisana y miembro del movimiento por los derechos de las mujeres.

## Trayectoria
Bošković nació en Osijek en una familia judía, hija de Ivanka (Janka) Szarvas, ama de casa, y Dragutin Bošković, empleado de banco, y se crio con su hermana menor Maja. En 1923, se trasladó con su familia a Zagreb, Yugoslavia. Terminó la escuela primaria y la secundaria en Zagreb. Posteriormente, se licenció en la Facultad de Economía y Negocios de la Universidad de Zagreb. 
En 1932, Bošković fue una de los fundadores del grupo marxista en la Universidad de Zagreb. En 1934, se unió a la Liga de Jóvenes Comunistas de Yugoslavia y fue elegida miembro de la junta directiva de la sección estudiantil del movimiento de mujeres. También trabajó por la aceptación de los voluntarios yugoslavos que fueron a España para unirse a las Brigadas Internacionales en la lucha contra los nacionalistas españoles. Fue editora de los periódicos Naše novine (Nuestros periódicos) y Ženski svijet (El mundo de las mujeres). 
Después de graduarse, Bošković trabajó como empleada en la empresa de aserraderos Neuschloss, Schmidt und Marchetti (que más tarde se denominaría Našička dd). Trabajó en Đurđenovac y más tarde en Zagreb. Bošković participó activamente en el movimiento por los derechos de las mujeres en toda Yugoslavia. Cuando Alemania invadió Yugoslavia en 1942, Bošković se unió al movimiento de resistencia en Croacia. Fue miembro del Frente Antifascista de Mujeres de Croacia y miembro del consejo de la Društvo za prosvjetu žena (Sociedad para la educación de las mujeres). 
En 1942, Bošković fue arrestada y encarcelada en la prisión de Savska cesta. Más tarde fue deportada al campo de concentración de Stara Gradiška, donde fue asesinada por los Ustacha. Sus padres también fueron asesinados en el Holocausto, sólo su hermana Maja logró sobrevivir.